# Xenòcrates d'Acragant
Xenòcrates (en grec antic: Ξενοκράτης, llatí: Xenocrates) fou un germà del tirà Teró d'Acragant.
Va aconseguir guanyar una cursa de carros als Jocs Pitis de l'any 494 aC, i sembla que en aquesta ocasió va fer d'auriga el seu fill Trasibul. Píndar li va dirigir la seva sisena oda pítica (Pítica VI) amb motiu d'aquesta victòria.